# Jean Galtier
Ne doit pas être confondu avec Jean Galtier (ingénieur).
Pour les articles homonymes, voir Galtier.
Jean Galtier est un homme politique français né le 23 janvier 1842 au Caylar (Hérault) et décédé le 1er avril 1904 à Draguignan (Var).

## Biographie
Brièvement sous-préfet de Lodève après la chute de l'Empire, il réintègre l'administration préfectorale après la victoire républicaine en octobre 1877. Il est sous-préfet d'Aix, puis préfet de l'Aveyron et du Doubs. 
Il est député de l'Hérault de 1883 à 1889, inscrit au groupe de la Gauche radicale. Il est sénateur de l'Hérault de 1891 à 1904, inscrit au groupe de la Gauche démocratique, se consacrant exclusivement à la défense des viticulteurs de l'Hérault.